# 11284 Belenus
11284 Belenus eller 1990 BA är en asteroid i huvudbältet som upptäcktes den 21 januari 1990 av den franske astronomen Alain Maury vid CERGA-observatoriet. Den är uppkallad efter den keltiska guden Beli.